# Erythroxylum barbatum
Erythroxylum barbatum är en tvåhjärtbladig växtart som beskrevs av Otto Eugen Schulz. Erythroxylum barbatum ingår i släktet Erythroxylum och familjen Erythroxylaceae. Inga underarter finns listade i Catalogue of Life.